# Le Chauchet

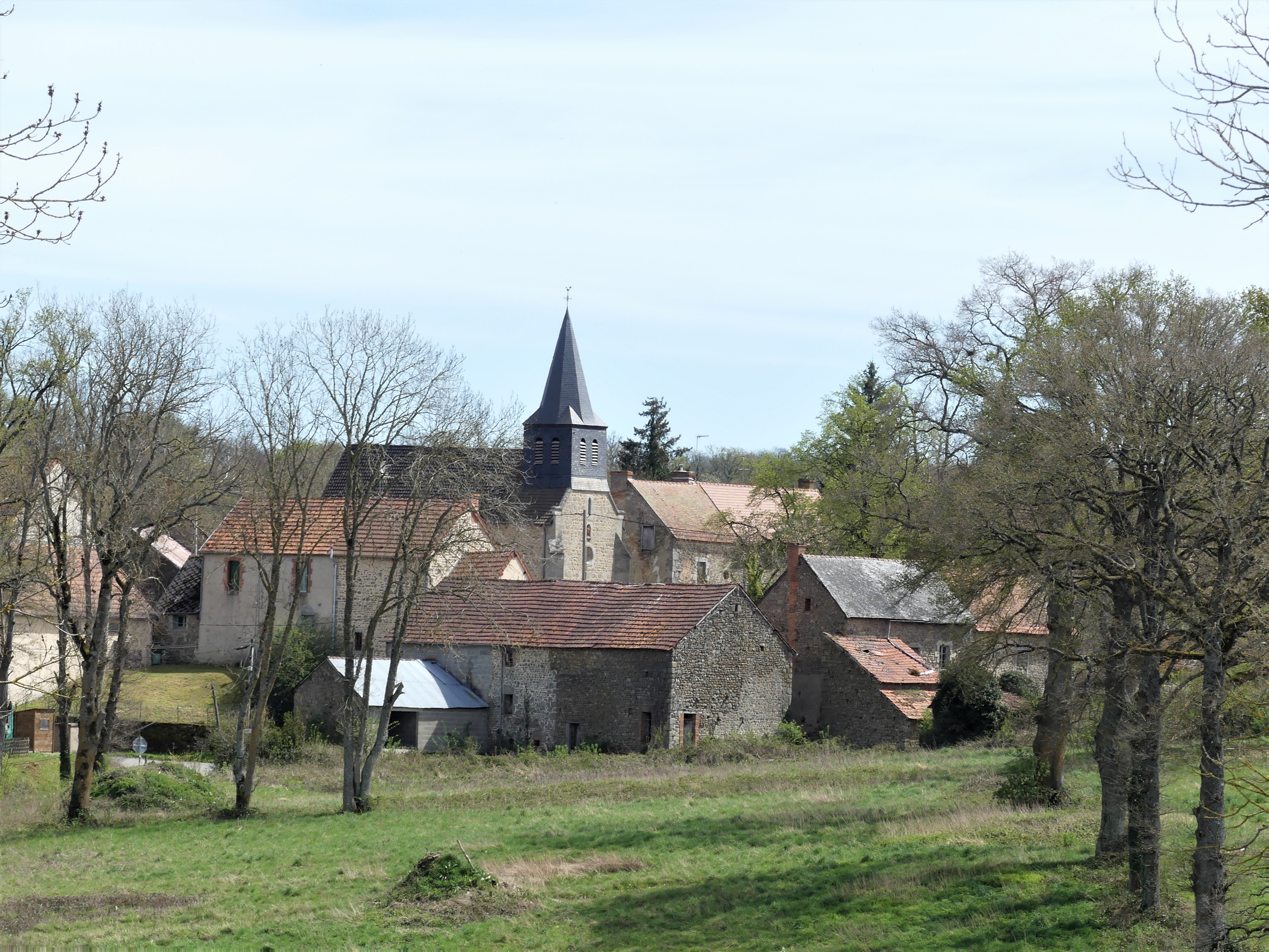
Le Chauchet (2022)

Le Chauchet ist eine Gemeinde in Frankreich. Sie gehört zur Region Nouvelle-Aquitaine, zum Département Creuse, zum Arrondissement Aubusson und zum Kanton Gouzon.

## Geographie
Das Gemeindegebiet wird vom Fluss Tardes und seinem Zufluss Valette durchquert.
Sie grenzt im Nordwesten an Saint-Loup, im Norden an Tardes, im Osten und im Süden an Saint-Priest, im Südwesten an Peyrat-la-Nonière und im Westen an Saint-Julien-le-Châtel.

## Bevölkerungsentwicklung
| Jahr      | 1962 | 1968 | 1975 | 1982 | 1990 | 1999 | 2004 | 2008 | 2009 | 2013 |
| --------- | ---- | ---- | ---- | ---- | ---- | ---- | ---- | ---- | ---- | ---- |
| Einwohner | 520  | 459  | 427  | 368  | 344  | 342  | 356  | 373  | 382  | 377  |